# Lutosa marginalis
Lutosa marginalis är en insektsart som beskrevs av Walker, F. 1869. Lutosa marginalis ingår i släktet Lutosa och familjen Anostostomatidae. Inga underarter finns listade i Catalogue of Life.